# Jake Kaufman
Jacob Kaufman, detto Jake, noto anche con lo pseudonimo di virt o virtjk (3 aprile 1981), è un compositore statunitense specializzato in musica per videogiochi.
Kaufman viene ricordato per aver composto, fra le altre, le colonne sonore di Contra 4 (2007), Red Faction: Guerrilla (2009), BloodRayne: Betrayal (2011), DuckTales: Remastered (2013), Shovel Knight (2014) e dei giochi della saga di Shantae.

## Biografia
Dopo aver abbandonato gli studi superiori (dichiarerà di non aver sopportato la "totale mancanza di etica del lavoro" così come la generale inefficienza dell'organizzazione all'interno della sua scuola), Kaufman arrangiò e creò dei remix di musiche per videogiochi durante gli anni 1990 utilizzando lo pseudonimo "virt". Agli inizi del nuovo millennio, Kaufman compose le prime colonne sonore per videogiochi a partire da quella di Q*bert per Game Boy Color (2000). Ad essa, seguirono altre musiche destinate ad altri giochi per Game Boy Color e Advance come, ad esempio M&M's Minis Madness (2000) e Atlantis: The Lost Empire (2001). Nel 2002, Kaufman co-fondò il sito web VGMix, una banca dati contenente dei remix di colonne sonore videoludiche. A partire dal 2005, Kaufman divenne un compositore professionista a tempo pieno. Nel 2007, l'artista coronò il suo sogno di creare le musiche di un gioco sulle Tartarughe Ninja (TMNT) e di un titolo della serie Contra (Contra 4). Kaufman realizzò anche una traccia di un album contenente le cover dei brani di Ketsui: Kizuna Jigoku Tachi. Nel 2010, Kaufman smise di lavorare per la Volition e divenne il principale tecnico audio della WayForward Technologies, per la quale aveva già realizzato varie colonne sonore, fra cui quella di Shantae (2002) e Contra 4 (2007). Kaufman aveva iniziato a lavorare ai brani presenti su Shantae: Risky's Revenge (2010) dieci anni prima dell'uscita del gioco. Nel 2011, Kaufman venne nominato "compositore dell'anno" dalla Original Sound Version per aver arrangiato e musicato giochi come BloodRayne: Betrayal (2011) e Mighty Switch Force! (2011).

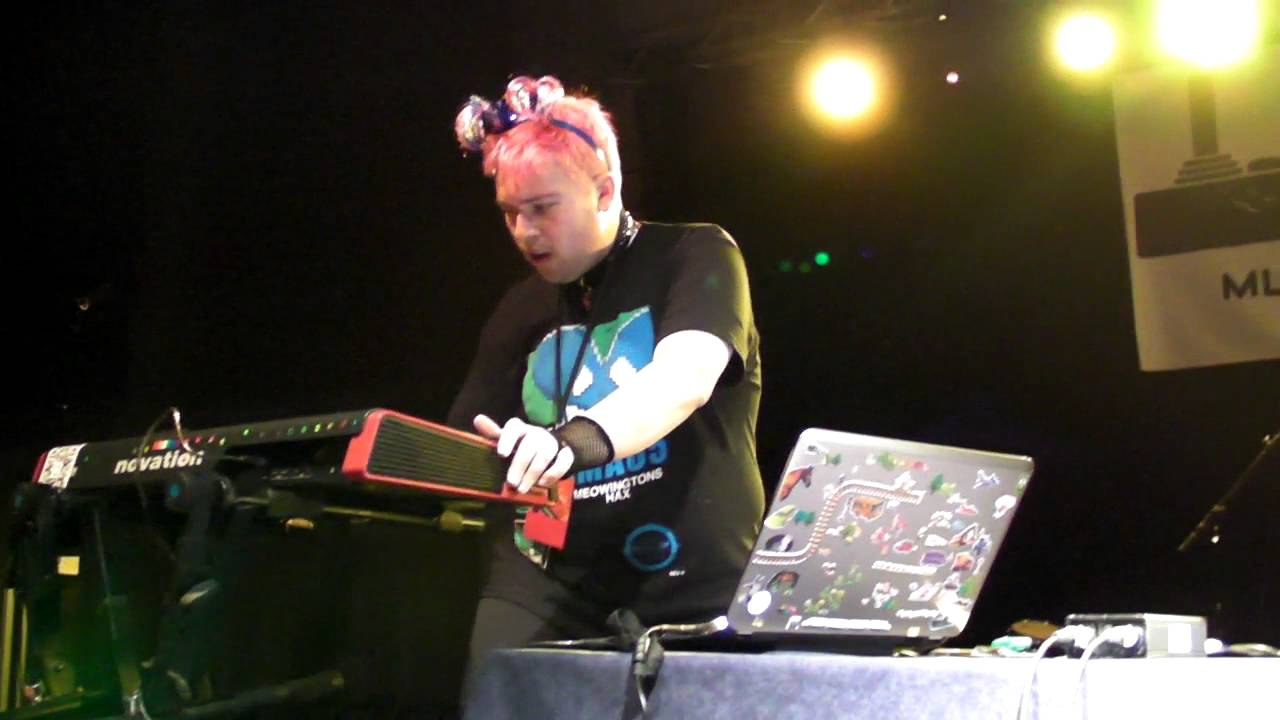
Jake Kaufman durante un concerto al MAGFest nel 2012

Fra i molti giochi di cui Kaufman realizzò le soundtrack si possono citare Shovel Knight,  Shantae and the Pirate's Curse e Teenage Mutant Ninja Turtles: Danger of the Ooze, tutti usciti nel 2014. Il primo novembre di quell'anno, Kaufman dichiarò di aver interrotto la sua collaborazione con la WayForward e di aver iniziato una carriera di compositore e tecnico del suono indipendente per avere maggiore libertà creativa.
Nel febbraio del 2015, Jake Kaufman e Jessie Seely, cantante che ha spesso prestato la sua voce in varie colonne sonore videoludiche, lanciarono una campagna di finanziamento su Kickstarter per lavorare al progetto [NUREN] The New Renaissance: un album musicale accompagnato da video musicali visibili tramite head-mounted display e definito dai suoi creatori "la prima rock opera in realtà virtuale al mondo". [NUREN] è ambientato in un contesto postbellico dove gli androidi soddisfano i bisogni degli esseri umani e ha come protagonisti due personaggi di nome QGK e RIX. Nel mese di marzo del 2015, vennero raccolti 76.950 dollari statunitensi per finanziare il progetto.

## Colonne sonore (elenco parziale)
- 2000 – Q*bert
- 2000 – M&M's Minis Madness
- 2001 – Atlantis: The Lost Empire
- 2002 – Shantae
- 2007 – TMNT
- 2007 – Contra 4
- 2011 – BloodRayne: Betrayal
- 2011 – Mighty Switch Force!
- 2012 – Adventure Time: Hey Ice King! Why'd You Steal Our Garbage?!
- 2013 – Mighty Switch Force! 2
- 2013 – DuckTales: Remastered
- 2013 – Adventure Time: Esplora i sotterranei perché... ma che ne so!
- 2014 – Shovel Knight
- 2014 – Shantae and the Pirate's Curse
- 2014 – Teenage Mutant Ninja Turtles: Danger of the Ooze
- 2016 – Shantae: Half-Genie Hero